# Laguna San José (Iténez)
La laguna San José es una laguna amazónica de Bolivia, situada en los llanos de Moxos al este del país. Administrativamente se encuentra en el municipio de Magdalena de la provincia de Iténez en el departamento del Beni. La laguna está situada a una altitud de 137 metros sobre el nivel del mar. Se encuentra en una zona de humedales al igual que la laguna San Francisco situada a unos 3,5 km al sur y la laguna San Pedro a 7,6 km al suroeste.
La laguna tiene 5,9 km de largo, 2,75 km de ancho, un perímetro de 15 km y una superficie de 13,8 km².